# Hotel Dusk: Room 215
Hotel Dusk: Room 215 (Conhecido no Japão como Wish Room: Angel's Memory|ウィッシュルーム 天使の記憶|Wisshu Rūmu Tenshi no Kioku) é um jogo de aventura de point-and-click para o Nintendo DS.  Originalmente anunciado a 5 de Outubro de 2005 como Wish Room, o jogo fez sua primeira aparição pública em 9 de maio de 2006 na convenção Electronic Entertainment Expo daquele mesmo ano. Foi lançado na América do Norte em 22 de janeiro de 2007, antes de ser lançado posteriormente em outras regiões. O jogo suporta o acessório Rumble Pak do Nintendo DS. O jogo foi mais tarde republicado em 2008 como parte da linha Touch! Generations de jogos DS. O jogo foi desenvolvido pela agora extinta desenvolvedora Cing. Uma sequencia, Last Window: The Secret of Cape West, foi lançada em 2010 para o DS.

## Enredo
O jogo acontece no Hotel Dusk, um motel fictício e degradado nos arredores de Los Angeles, em 1979.  Kyle Hyde, um ex-detective de Nova York e agora trabalhando como vendedor da Red Crown, chegou ao hotel em sua busca por seu ex-parceiro, Brian Bradley, e recebeu o quarto 215, um quarto que se diz poder conceder desejos. Kyle descobre que o hotel tem muitos mistérios, assim como conexões com seu passado, e começa a olhar para estes mais além. A ordem da descoberta desses elementos dentro do jogo dependerá das escolhas que os jogadores fizerem, e como tal, o resumo abaixo é a ordem cronológica da história maior.
No passado, Robert Evans e Dunning Smith eram amigos na faculdade, mas seguiram seus caminhos separados. Evans herdou a galeria de arte de sua família, enquanto Dunning queria se tornar um pintor profissional. Ambos casados e cada um tinha uma filha:  Mila e Jenny, respectivamente. Em 1960, elas se reuniram em um aeroporto, após a morte de suas duas esposas em um trágico acidente aéreo. Um ano depois, Evans teve a ideia de criar "Osterzone", um pintor morto, cujas obras seriam muito valorizadas.  Evans admirava profundamente a habilidade de Dunning em pintar, e lhe ofereceu pintar obras para serem creditadas como Osterzone, com as quais ele concordou. Enquanto Dunning pintava, Evans expunha as obras em sua galeria de arte e criava o mito de Osterzone. O golpe foi um sucesso, as pinturas vendidas por fortunas, incluindo uma chamada "Angel Opening a Door", e Evans e Dunning ficaram ricos.
Suas atividades atraíram a atenção de um sindicato do crime chamado Nilo, com o qual Evans trabalhou. Evans comprou o Hotel Dusk em 1969 para usar como fachada para suas reuniões ilícitas e para fornecer uma oficina secreta para Dunning pintar, apesar da vontade de Dunning de sair do esquema. Durante uma reunião com o Nilo, Dunning se recusou a continuar pintando, forçando um dos agentes do Nilo a raptar Jenny; durante a escaramuça, Mila, que estava brincando com Jenny, entrou em coma.  Evans ameaçou Dunning de continuar pintando como Osterzone para poder ver Jenny novamente. Mais tarde Evans se meteu em muitos problemas com Nilo, e foi forçado a vender sua galeria de arte e deu o Hotel Dusk para Dunning antes de se manter isolado. Dunning perdeu a esperança de ver Jenny novamente após três anos, e deixou de pintar, mas Evans o convenceu a esperar no hotel e Jenny seria devolvida a tempo. Dunning tornou-se o dono do hotel e o renovou para esconder as evidências do Nilo e Osterzone enquanto criava o mito do Quarto 215 como forma de atrair clientes.
Três anos antes do presente do jogo, Hyde e Bradley estavam investigando as atividades do Nilo em Nova York, e se depararam com Evans. Evans alegou que Nile tinha a irmã de Bradley Mila como refém para forçar Bradley a vazar informações confidenciais; através disso, Bradley soube de Dunning e Osterzone, e mais tarde roubou "Angel Opening a Door" do Nilo, na expectativa de devolvê-lo ao Dunning.  Entretanto, Bradley mais tarde encontrou Mila morta por Evans, e Hyde é anonimamente avisado sobre a traição de Bradley. Hyde confrontou Bradley em um rio Hudson e foi forçado a atirar sobre ele, ferindo-o.  Bradley caiu no rio e desapareceu; Hyde, sentindo remorso por suas ações, desistiu da força e assumiu o cargo de vendedor para procurar por Bradley.
Seis meses antes do presente, Bradley tinha chegado ao Hotel Dusk e conversou com Dunning sobre o que ele sabia de Nilo e Osterzone. Apesar da desconfiança de Dunning, Bradley entregou "Angel Opening a Door" para ele, e enquanto estava hospedado no hotel, assinou com o nome de Kyle e deixou várias pistas para Kyle encontrar, sabendo que Kyle provavelmente iria segui-lo. Bradley deixou o hotel e visitou a filha de Evans, Mila, que tinha uma semelhança com sua irmã, e deu a ela a pulseira de sua irmã; logo após esta visita, Mila acordou do coma apesar de não poder falar, e depois de esperar vários meses para Evans aparecer, decidiu sair, seguindo a única pista que tinha, um panfleto para o Hotel Dusk que Bradley deixou para trás. Mila chega ao hotel ao mesmo tempo que Kyle. No presente, Kyle é capaz de juntar todas as pistas do passado do hotel, incluindo a identidade de Dunning e Mila. Depois de ajudar a reconciliar os dois, com Dunning prometendo cuidar da Mila, Kyle continua seu caminho, sabendo que Bradley ainda está à sua frente.  Dependendo das ações tomadas durante o jogo, Mila pede para vir com Kyle e ele aceita, e os dois partem em seu carro.
Em uma cena secreta de pós créditos, uma agora adulta Jenny é vista chegando ao hotel na véspera do Ano Novo.

## Desenvolvimento
A produção durou cerca de um ano e meio, com 20 funcionários envolvidos. Em entrevista ao QJ.net, o diretor Taisuke Kanasaki explicou que queria que o Hotel Dusk tivesse "uma expressão visual sem precedentes não encontrada em nenhum outro jogo".
O jogo usa o rotoscópio para animar seus personagens enquanto um estilo brushwork ilustra os ambientes do jogo com fundos semi-acabados com objetos em 3D espalhados por aí. Embora não seja o primeiro em games, o rotoscópio ainda é raro na maioria dos jogos (com apenas um punhado, ou seja, o original Prince of Persia usa o estilo de animação).

## O Jogo

Captura de tela mostrando ambas as telas do DS em seu formato vertical

O jogador, controla o personagem Kyle Hyde, move-se e interage com o ambiente usando o touch screen do DS e deve resolver uma variedade de quebra-cabeças usando as várias características do console portátil, incluindo a tela sensível ao toque, microfone e tampa com fecho. O DS é mantido inclinado a 90 graus do normal, como um livro, com uma opção no jogo que permite ao jogador mudar de que lado o touchpad está, dependendo da mão dominante.
Ao longo do jogo, o jogador deve falar com os vários clientes e funcionários do hotel para descobrir informações vitais. O jogador pode mostrar os itens dos personagens que Kyle coletou, ou fazer perguntas que tenham sido levadas ao conhecimento de Kyle. Ao fazer as perguntas certas, Kyle irá descobrir as informações que ele precisa. Se ele fizer a pergunta errada, fizer uma suposição errada, se comportar rudemente, mostrar o item errado, for pego com algo que não é dele, ou encontrar alguém (geralmente um funcionário) em uma área ou sala restrita (seja percebendo-o ou chamando sua atenção), ele pode confundir ou enfurecer a pessoa. Isso geralmente é indicado por um escurecimento do personagem em questão.  Isto pode resultar em Kyle ser forçado a se retirar para seu quarto ou, mais tarde no jogo, ser expulso do hotel, deixando-o incapaz de resolver o mistério.
O jogo é repleto de enigmas ao estilo de aventura, a maioria dos quais envolvem o uso da tela touch screen para realizar uma tarefa simples.  O movimento é feito liderando uma representação icônica de Kyle em torno de um mapa do hotel na tela touch screen ou d-pad enquanto uma vista tridimensional em primeira pessoa é mostrada na outra tela.
Há também um diário para escrever, que também é utilizado por vários outros personagens, embora todas as notas críticas no jogo sejam copiadas automaticamente.    Ele dá três páginas para escrever, com um sistema simples de lápis/stylus.

## Sequência
Uma sequência, intitulada Last Window: The Secret of Cape West, foi lançada em 14 de janeiro de 2010 no Japão e em 17 de setembro de 2010 na Europa. Ocorre em Los Angeles, Califórnia durante 1980, um ano após os eventos do Hotel Dusk. Devido à falência da desenvolvedora Cing, o Last Window nunca foi lançado na América do Norte.

## Recepção
O jogo recebeu "revisões geralmente favoráveis" de acordo com o site de revisões Metacritic. No Japão, Famitsu deu-lhe uma pontuação de um nove, um sete, um nove e um oito para um total de 33 de um total de 40.
O jogo também foi selecionado como um dos "52 Jogos que Ainda Estaremos Jogando a partir de 2007". Foi o 76º jogo mais vendido no Japão em 2007, com 213.208 cópias vendidas. Uma retrospectiva em Kotaku descreveu a experiência como "um grande quebra-cabeça; todo mundo tem um segredo, e a escrita (e a localização) é feita tão bem, eu me surpreendia constantemente com os personagens e suas motivações."
A recepção não foi universalmente positiva, porém. O "The New York Times" fez uma revisão média e o chamou de "incessantemente linear". 411Mania deu-lhe uma pontuação de sete em dez, dizendo que o jogo é "fácil de gostar e mais fácil de querer demais". The Sydney Morning Herald deu-lhe três estrelas em cinco, e disse: "Ter de esperar até que o jogo lhe permita resolver um enigma, mesmo que você tenha agarrado a solução há muito tempo é particularmente chocante. Os jogadores muitas vezes se sentem como passageiros em uma carona roteirizada, ao invés de autores individuais dirigindo sua própria experiência única." The A.V. Club deu-lhe um D+ e apontou que "enquanto um mistério deve mantê-lo alerta para pistas e declarações errôneas, Hotel Dusk lhe dá um tapa na testa com cada nova peça de evidência, e depois o patrocina com testes de leitura-compreensão após cada capítulo."
Em 2011, Adventure Gamers nomeou Hotel Dusk o 65º melhor jogo de aventura já lançado.

## Legado
Kyle Hyde tem um troféu em Super Smash Bros. Brawl que se destaca pelo fato de ser até hoje o único troféu animado da história do Super Smash Bros.  Kyle Hyde, Dunning Smith e Mila aparecem todos em Super Smash Bros. Brawl como adesivos colecionáveis, com Kyle Hyde retornando como espírito em Super Smash Bros. Ultimate.